# 2020년 한국시리즈
2020 신한은행 SOL KBO 한국시리즈는 2020년 11월 17일부터 11월 24일까지 고척스카이돔에서 펼쳐진 2020년 KBO 리그의 챔피언 결정전이다. 대진은 창단 첫 정규시즌 1위로 한국시리즈에 직행하여 첫 우승에 4년 만의 재도전하는 NC 다이노스와 플레이오프 승자로 6년 연속 한국시리즈에 진출해 한국시리즈 우승에 도전하는 정규시즌 3위 두산 베어스가 격돌했다. 두 팀은 2016년 한국시리즈 이후 4년만에 다시 만났으며 포스트시즌 전체로는 2017년 플레이오프 이후 3년만에 가을야구 맞대결이다.
결과는 총 6차전을 치른 끝에 4승 2패로 NC 다이노스가 창단 첫 우승을 차지했다. 2011년 창단 이후 9년 만이자 2013년 1군 진입 후 8시즌만에 팀 역사상 처음으로 달성한 정규시즌과 한국시리즈 통합 우승이다. 한국시리즈 MVP는 22타수 7안타(타율 .318) 1홈런 3타점으로 활약하며 기자단 투표 80표 중 36표를 획득한 NC의 포수 양의지가 차지하게 되면서 KBO리그 역대 최초 2개의 구단에서 한국시리즈 MVP를 차지하는 진기록을 썼다.
시리즈 마지막 경기 후 우승 확정을 축하하는 의식으로 우승팀 NC 다이노스의 모기업 엔씨소프트의 게임 아이템 진명황의 집행검에서 착안한 일명 '집행검 트로피' 세리머니도 큰 화제를 모았다.

## 코로나19 범유행 관련 사항
2020년 한국시리즈는 대한민국의 코로나19 범유행으로 인한 포스트시즌 일정 변경 등으로 인해, 모든 경기를 고척스카이돔에서 중립경기로 진행하였다. KBO 방역 수칙에 따라 1차전과 2차전은 최대 50%까지 관중 입장이 허용되어 전체 수용 인원의 48.2%인 8,200명까지 입장이 가능했다. 2020년 11월 19일 0시를 기해 수도권의 사회적 거리두기가 1.5단계로 격상되면서 3차전부터 5차전까지는 최대 30%까지 관중 입장이 허용되었고 5,100명까지 입장이 가능했다. 2020년 11월 24일 0시를 기해 수도권의 사회적 거리두기가 2단계로 또 다시 격상되면서 6차전과 7차전은 최대 10%까지 관중 입장이 제한되었고 전체 수용 인원의 9.8%인 1,670명까지 입장이 가능했다.

## 정규 시즌
| 순위 | 구단          | 경기 | 승 | 무 | 패 | 승률  | 승차 |
| ---- | ------------- | ---- | -- | -- | -- | ----- | ---- |
| 1위  | NC 다이노스   | 144  | 83 | 6  | 55 | 0.601 | 0.0  |
| 2위  | KT 위즈       | 144  | 81 | 1  | 62 | 0.566 | 4.5  |
| 3위  | 두산 베어스   | 144  | 79 | 4  | 61 | 0.564 | 5.0  |
| 4위  | LG 트윈스     | 144  | 79 | 4  | 61 | 0.564 | 5.0  |
| 5위  | 키움 히어로즈 | 144  | 80 | 1  | 63 | 0.559 | 5.5  |
| 6위  | KIA 타이거즈  | 144  | 73 | 0  | 71 | 0.507 | 13.0 |
| 7위  | 롯데 자이언츠 | 144  | 71 | 1  | 72 | 0.497 | 14.5 |
| 8위  | 삼성 라이온즈 | 144  | 64 | 5  | 75 | 0.460 | 19.5 |
| 9위  | SK 와이번스   | 144  | 51 | 1  | 92 | 0.357 | 34.5 |
| 10위 | 한화 이글스   | 144  | 46 | 3  | 95 | 0.326 | 38.5 |

## KBO 포스트시즌 대진표
|  | 와일드카드 결정전 | 와일드카드 결정전 | 와일드카드 결정전 |  |  | 준플레이오프 | 준플레이오프 | 준플레이오프 |  |  | 플레이오프 | 플레이오프  | 플레이오프 |  |  | 한국시리즈 | 한국시리즈  | 한국시리즈 |
|  |                   |                   |                   |  |  |              |              |              |  |  |            |             |            |  |  |            |             |            |
|  |                   |                   |                   |  |  |              |              |              |  |  |            |             |            |  |  | 1          | NC 다이노스 | 4          |
|  |                   |                   |                   |  |  |              |              |              |  |  | 2          | KT 위즈     | 1          |  |  | 3          | 두산 베어스 | 2          |
|  |                   |                   |                   |  |  | 3            | 두산 베어스  | 2            |  |  | 3          | 두산 베어스 | 3          |  |  |            |             |            |
|  | 4                 | LG 트윈스         | 1(+1)             |  |  | 4            | LG 트윈스    | 0            |  |  |            |             |            |  |  |            |             |            |
|  | 5                 | 키움 히어로즈     | 0                 |  |  |              |              |              |  |  |            |             |            |  |  |            |             |            |

### 와일드카드 결정전
와일드카드 결정전에서는 시즌 막판 혼전이었던 2위 싸움에서 밀려나 각각 4위와 5위로 시즌을 마친 LG 트윈스와 키움 히어로즈가 맞붙었다. 두 팀은 연장 13회, 4시간 57분 동안 치열한 공방을 주고 받았고, 13회말 2사 만루에서 신민재가 끝내기 안타를 터트리며 1승의 어드벤티지를 갖고 있었던 4위 LG가 준플레이오프에 진출했다. 경기 MVP도 역시 끝내기 안타의 주인공인 신민재가 차지했다.

### 준플레이오프
2007년 이후 13년 만에 3전 2선승제로 진행된 준플레이오프에서는 와일드카드로 올라온 LG 트윈스와 정규시즌 3위 두산 베어스가 역대 5번째 가을야구 잠실 덕아웃 시리즈를 펼쳤다. 플렉센의 6이닝 11K 무실점 호투를 앞세워 1차전을 잡은 두산은 2차전에서 LG의 만만치 않았던 추격을 뿌리치며 2승으로 플레이오프에 진출했다. 시리즈 MVP는 8타수 4안타 4타점으로 알토란 같은 활약을 펼친 두산의 내야수 오재원에게 돌아갔다.

### 플레이오프
고척스카이돔으로 무대를 옮긴 플레이오프에서는 창단 첫 가을야구를 만들어낸 정규시즌 2위 KT 위즈와 준플레이오프 승자이자 6년 연속 한국시리즈에 도전하는 두산 베어스가 5전 3선승제로 격돌했다. 두 팀의 단기전 경험의 차이가 승패를 결정지은 시리즈였다. 두산은 김인태의 결승타로 1차전, 김재환의 3타점 활약을 앞세워 2차전을 가져갔고, 비록 3차전을 내줬으나 4차전 최주환의 결승 2점 홈런으로 승리하며 3승 1패로 6년 연속 한국시리즈에 진출했다. 시리즈 MVP는 1차전 선발등판 7.1이닝 11K 2실점, 4차전 구원등판 3이닝 세이브로 호투한 두산의 투수 플렉센이 차지했다.

## 출장자 명단
| 팀          | 선수 명단 |
| NC 다이노스 | - 감독 - 이동욱 - 코치 - 강인권, 이호준, 한규식, 진종길, 용덕한, 손민한, 채종범, 이종욱 - 투수 - 라이트, 손정욱, 홍성민, 김건태, 임정호, 루친스키, 임창민, 원종현, 김진성, 문경찬, 김영규, 구창모, 송명기 - 포수 - 김형준, 양의지, 김태군 - 내야수 - 박민우, 김찬형, 지석훈, 모창민, 박석민, 이원재, 노진혁 - 외야수 - 이재율, 알테어, 김성욱, 이명기, 권희동, 나성범, 강진성     |
| 두산 베어스 | - 감독 - 김태형 - 코치 - 강석천, 이도형, 정재훈, 조인성, 조성환, 김민재, 강동우, 고영민 - 투수 - 함덕주, 홍건희, 김민규, 김강률, 유희관, 플렉센, 윤명준, 알칸타라, 이현승, 이영하, 이승진, 최원준, 박치국 - 포수 - 박세혁, 최용제, 장승현 - 내야수 - 서예일, 페르난데스, 허경민, 이유찬, 오재원, 오재일, 김재호, 최주환 - 외야수 - 조수행, 안권수, 정수빈, 김재환, 박건우, 김인태 |

## 경기 기록
| 일시                                                              | 경기  | 원정팀(선공) | 스코어 | 홈팀(후공)  | 개최 구장    | 개시 시각 | 관중수         | 경기 MVP               |
| ----------------------------------------------------------------- | ----- | ------------ | ------ | ----------- | ------------ | --------- | -------------- | ---------------------- |
| 11월 17일(화)                                                     | 1차전 | 두산 베어스  | 3 - 5  | NC 다이노스 | 고척스카이돔 | 18시 30분 | 8,200명 (매진) | 알테어 (NC 다이노스)   |
| 11월 18일(수)                                                     | 2차전 | 두산 베어스  | 5 - 4  | NC 다이노스 | 고척스카이돔 | 18시 30분 | 8,200명 (매진) | 김재호 (두산 베어스)   |
| 11월 20일(금)                                                     | 3차전 | NC 다이노스  | 6 - 7  | 두산 베어스 | 고척스카이돔 | 18시 30분 | 5,100명 (매진) | 김재호 (두산 베어스)   |
| 11월 21일(토)                                                     | 4차전 | NC 다이노스  | 3 - 0  | 두산 베어스 | 고척스카이돔 | 14시 00분 | 5,100명 (매진) | 송명기 (NC 다이노스)   |
| 11월 23일(월)                                                     | 5차전 | 두산 베어스  | 0 - 5  | NC 다이노스 | 고척스카이돔 | 18시 30분 | 5,100명 (매진) | 구창모 (NC 다이노스)   |
| 11월 24일(화)                                                     | 6차전 | 두산 베어스  | 2 - 4  | NC 다이노스 | 고척스카이돔 | 18시 30분 | 1,670명 (매진) | 루친스키 (NC 다이노스) |
| 우승 : NC 다이노스 (1번째), 한국시리즈 MVP : 양의지 (NC 다이노스) |       |              |        |             |              |           |                |                        |

## 한국시리즈 경기

### 1차전
2020년 11월 17일 - 고척스카이돔
| 팀 | 1 | 2 | 3 | 4 | 5 | 6 | 7 | 8 | 9 | R | H | E | B |
| 두산 베어스 | 0 | 0 | 0 | 0 | 1 | 2 | 0 | 0 | 0 | 3 | 7 | 0 | 4 |
| NC 다이노스 ◄ | 1 | 0 | 0 | 3 | 0 | 0 | 0 | 1 | X | 5 | 8 | 2 | 2 |
| 승리 투수: 루친스키 패전 투수: 알칸타라 세이브: 원종현 홀드: 김진성, 임정호, 임창민 홈런: NC – 알테어 (알칸타라 상대 4회 3점) |   |   |   |   |   |   |   |   |   |   |   |   |   |

- 애국가 : 국악인 송소희
- 시구 : 신나은 육군 소위 / 시타 : 신나미 육군 소위 (국군 간호장교, 쌍둥이 자매)
- 1차전 MVP : NC 알테어 - 3타수 1안타(1홈런) 3타점 (4회말 3점 홈런)
  - NC, 창단 첫 한국시리즈 승리
  - NC, 한국시리즈 한 이닝 최다 몸에 맞는 공 타이 (역대 14번째)
  - 두산 알칸타라, 한국시리즈 한 이닝 최다 몸에 맞는 공 허용 타이 (역대 11번째)

1차전에서 NC는 루친스키, 두산은 알칸타라가 각각 선발등판했다. 선취점은 NC의 몫이었다. 1회말 NC는 박민우의 2루타와 이명기의 희생번트로 잡은 1사 3루 찬스에서 나성범의 적시타로 선취점을 뽑았고, 4회말에는 박석민과 1사 후 권희동이 몸에 맞는 공으로 출루하며 만들어진 1사 1,2루에서 알테어가 좌중간 담장을 넘기는 3점 홈런을 작렬시켰다. 두산은 5회초 박세혁의 몸에 맞는 공과 1사 후 정수빈의 2루타로 만들어진 2,3루 찬스에서 박건우의 타구를 NC 3루수 박석민이 처리하지 못하는 실책을 저지르며 1점을 냈고, 6회초에는 허경민의 안타와 오재일의 타격방해 출루로 만들어진 1사 1,2루에서 박세혁의 1타점 2루타와 김재호의 희생플라이로 1점차까지 추격에 성공했다. 그러나 NC는 불펜진들의 호투로 두산의 추가 득점 상황을 차단해냈고, 8회말에 2루타로 출루하여 양의지의 뜬공 때 3루로 진루한 나성범이 박석민의 희생플라이로 득점하며 추가점을 뽑았다. 그리고 마무리 원종현이 9회초를 삼자범퇴로 매조지으며 NC는 창단 첫 한국시리즈 승리로 1차전을 장식하고 시리즈 기선제압에 성공했다.

### 2차전
2020년 11월 18일 - 고척스카이돔
| 팀 | 1 | 2 | 3 | 4 | 5 | 6 | 7 | 8 | 9 | R | H  | E | B |
| 두산 베어스 ◄ | 0 | 2 | 0 | 1 | 0 | 0 | 0 | 1 | 1 | 5 | 10 | 0 | 2 |
| NC 다이노스 | 0 | 1 | 0 | 0 | 0 | 0 | 0 | 0 | 3 | 4 | 9  | 1 | 7 |
| 승리 투수: 플렉센 패전 투수: 구창모 세이브: 김민규 홀드: 이현승, 박치국, 이승진 홈런: 두산 – 김재호 (구창모 상대 4회 1점), 페르난데스 (문경찬 상대 9회 1점) |   |   |   |   |   |   |   |   |   |   |    |   |   |

- 애국가 : 성악가 손태진 (포르테 디 콰트로)
- 시구 : 배우 하도권 / 시타 : 배우 조한선 (SBS 드라마 '스토브리그' 주인공)
- 2차전 MVP : 두산 김재호 - 3타수 2안타(1홈런) 2타점 2득점
  - 두산 김재호, 한국시리즈 최다 경기 첫 홈런 신기록 (37경기)

2차전에서 NC는 구창모, 두산은 플렉센이 각각 선발등판했다. 2차전은 두산이 먼저 선취점을 뽑았다. 두산은 2회초 1사 1,2루 상황에서 친 박건우의 타구를 상대 3루수 박석민이 악송구를 저질러 2루 주자가 득점에 성공했고, 이어진 1사 2,3루 상황에서 허경민의 내야 땅볼 타점으로 또 한 점을 뽑았다. 두산은 4회초 솔로 홈런과 8회초 2사 2루에서 1타점 적시타를 친 김재호의 활약과 9회초 페르난데스의 1점 홈런으로 달아나며 승리를 목전에 두고 있었다. 반면 NC는 2회말 1사 1,2루에서 권희동의 적시타로 추격을 시작했으나, 5차례 더블 플레이로 발목이 잡혔다. 특히 라인 드라이브 타구가 야수 정면으로 가면서 생긴 더블 플레이가 3차례나 나왔고, 4회말 1사 만루에는 알테어의 뜬공 때 박건우의 보살로 양의지가 홈에서 잡히는 등 운이 따르지 않았다. 9회말 NC는 두산의 마무리 이영하를 상대로 1사 만루에서 알테어 (1타점), 강진성 (2타점)의 연속 적시타로 1점차까지 추격했으나, 이어진 1사 1,2루에서 두산의 김민규에게 막혀 더 이상의 추격을 하지 못했고, 김민규가 불을 끄며 2차전을 승리로 가져간 두산은 시리즈를 원점으로 돌리는데 성공했다.

### 3차전
2020년 11월 20일 - 고척스카이돔
| 팀 | 1 | 2 | 3 | 4 | 5 | 6 | 7 | 8 | 9 | R | H  | E | B |
| NC 다이노스 | 1 | 0 | 2 | 3 | 0 | 0 | 0 | 0 | 0 | 6 | 13 | 3 | 4 |
| 두산 베어스 ◄ | 0 | 2 | 3 | 0 | 1 | 0 | 1 | 0 | X | 7 | 9  | 0 | 7 |
| 승리 투수: 박치국 패전 투수: 임정호 세이브: 이승진 홈런: NC – 나성범 (최원준 상대 1회 1점) 두산 – 페르난데스 (라이트 상대 2회 1점) |   |   |   |   |   |   |   |   |   |   |    |   |   |

- 애국가 : 가수 HYNN (박혜원)
- 시구 : 진옥동 신한은행 은행장
- 3차전 MVP : 두산 김재호 - 2타수 2안타 3타점 1득점 (7회말 결승 1타점 적시타, 2경기 연속 데일리 MVP)
  - 두산 페르난데스, 연타석 홈런 (KS 8번째, PS 28번째)
  - NC 양의지, 한 경기 최다 몸에 맞는 공 타이 (KS 16번째, PS 29번째)

3차전에서 두산은 최원준이, NC는 라이트가 각각 선발 등판했다. 경기 초반부터 치열한 타격전 양상으로 진행된 3차전이었다. NC가 1회초 2사에서 나성범이 선제 1점 홈런을 작렬시키자 2회말 두산이 페르난데스의 동점 홈런과 무사 2,3루에서 박건우의 내야 땅볼 타점으로 역전했다. 3회에는 양 팀이 점수를 주고 받았다. NC가 3회초 1사 2,3루에서 나성범의 희생플라이로 동점을 만든 뒤 이어진 2사 3루 양의지 타석때 폭투가 발생한 상황에서 박민우의 절묘한 홈 슬라이딩으로 재역전을 이뤄냈으나 두산은 3회말 무사 3루에서 최주환의 내야 적시타 포함 3연속 안타로 라이트를 강판시킨 뒤 김영규를 상대로 1사 2,3루에서 김재호의 2타점 적시타로 또 다시 역전했다. 이후 NC가 4회초 2사 만루에서 이명기의 1타점 적시타, 나성범의 2타점 적시타로 다시 리드를 잡았으나 5회말 2사 3루에서 페르난데스의 타구를 유격수 노진혁이 가랑이 사이로 빠트리는 실책을 저질러 동점이 됐다. 경기의 승부처는 7회말이었다. 7회말 두산이 NC의 네 번째 투수 임정호로부터 최주환이 몸에 맞는 공으로 출루했고 대주자를 오재원으로 바꾼 가운데 연속된 폭투와 볼넷으로 1,3루 찬스를 잡았고, 이후 바뀐 투수 김진성으로부터 1사 1,3루에서 김재호가 적시타를 때려내며 다시 역전에 성공했다. 두산은 7회말에 얻어낸 리드를 잘 지켜내며 시리즈 2승째를 거두는데 성공했다.

### 4차전
2020년 11월 21일 - 고척스카이돔
| 팀                                                                | 1 | 2 | 3 | 4 | 5 | 6 | 7 | 8 | 9 | R | H | E | B |
| NC 다이노스 ◄                                                     | 0 | 0 | 0 | 0 | 0 | 2 | 0 | 0 | 1 | 3 | 9 | 1 | 3 |
| 두산 베어스                                                       | 0 | 0 | 0 | 0 | 0 | 0 | 0 | 0 | 0 | 0 | 3 | 1 | 3 |
| 승리 투수: 송명기 패전 투수: 김민규 세이브: 루친스키 홀드: 김진성 |   |   |   |   |   |   |   |   |   |   |   |   |   |

- 애국가 : 가수 선우정아
- 시구 : 최화락 소방사
- 4차전 MVP : NC 송명기 - 5이닝 2피안타 2사사구 무실점 4K (투구수 82개)
  - NC 송명기, 2000년 이후 출생 선수 최초 포스트시즌 승리투수

4차전에서 두산은 김민규가, NC는 송명기가 각각 선발 등판했다. 5회까지는 두 영건 투수들이 좋은 투구내용을 보여주며 팽팽한 투수전으로 전개됐다. NC의 선발 송명기는 5이닝 2피안타 무실점으로 호투했고, 2차전 세이브를 한 뒤 3일만에 등판한 두산의 선발 김민규도 6회초 1사까지 무실점으로 호투하고 있었다. 4차전의 승부는 6회초에 갈렸다. 6회초 NC는 1사 후 이명기의 안타로 잘 던졌던 김민규를 마운드에서 끌어내렸고 이후 이영하를 상대로 2사 2루에서 양의지가 적시타로 선취점을 뽑고 우익수 조수행의 송구 실책으로 2루까지 이동한데 이어 폭투가 나온 2사 3루 상황에서 강진성이 적시타를 터트리며 1점을 더 뽑았다. 이후 핵심 불펜인 김진성과 1차전 선발이었던 에이스 루친스키까지 올려가며 두산의 득점 기회를 차단한 NC는 9회초 2사 2루에서 지석훈이 1타점 2루타를 터트리며 쐐기를 박았고, 7회말 1사 1루 상황에 올라온 루친스키가 9회말 두산의 공격을 삼자범퇴로 돌려세우며 NC가 2승 2패로 다시 시리즈의 균형을 맞추는데 성공했다.

### 5차전
2020년 11월 23일 - 고척스카이돔
| 팀                                                                          | 1 | 2 | 3 | 4 | 5 | 6 | 7 | 8 | 9 | R | H | E | B |
| 두산 베어스                                                                 | 0 | 0 | 0 | 0 | 0 | 0 | 0 | 0 | 0 | 0 | 6 | 0 | 3 |
| NC 다이노스 ◄                                                               | 0 | 0 | 0 | 0 | 1 | 2 | 2 | 0 | X | 5 | 7 | 0 | 3 |
| 승리 투수: 구창모 패전 투수: 플렉센 홈런: NC – 양의지 (플렉센 상대 6회 2점) |   |   |   |   |   |   |   |   |   |   |   |   |   |

- 애국가 : 휠체어 성악가 황영택
- 시구 : 츄 / 시타 : 희진 (이달의 소녀)
- 5차전 MVP : NC 구창모 - 7이닝 5피안타 2사사구 무실점 5K (투구수 97개)

5차전에서 NC는 구창모, 두산은 플렉센이 각각 선발등판했다. 5차전은 구창모의 호투와 타선의 응집력을 앞세워 NC가 완승을 거뒀다. NC는 4회까지 무실점이던 두산의 선발 플렉센을 상대로 5회말 노진혁의 볼넷과 박석민의 땅볼로 만든 1사 2루에서 알테어가 중전 적시타를 터트리며 선취점을 뽑았고, 6회말에는 1사 1루에서 양의지가 중월 2점 홈런을 작렬시키며 달아났다. 7회말에는 2사 1,2루에서 두산의 네 번째 투수 이현승으로부터 대타 모창민과 나성범의 연속 적시타로 2점을 더 추가하며 쐐기를 박았다. 반면 두산은 2회초 1사 2,3루, 3회초 2사 1,2루, 5회초 2사 2루, 8회초 무사 3루 상황에서 찬스를 놓치는 등 득점권 빈타에 허덕였고 7회말에 3차전 선발이었던 최원준을 비롯해 4명의 불펜을 투입했으나 추가점을 헌납해 경기를 허무하게 내주었다. NC는 7이닝 무실점으로 호투한 구창모와 필승계투진인 김진성과 원종현이 각각 1이닝을 무실점으로 막으며 창단 첫 통합우승에 단 1승만을 남겨두게 됐다.

### 6차전
2020년 11월 24일 - 고척스카이돔
| 팀                                                                                  | 1 | 2 | 3 | 4 | 5 | 6 | 7 | 8 | 9 | R | H  | E | B |
| 두산 베어스                                                                         | 0 | 0 | 0 | 0 | 0 | 0 | 2 | 0 | 0 | 2 | 7  | 0 | 5 |
| NC 다이노스 ◄                                                                       | 0 | 0 | 0 | 0 | 1 | 3 | 0 | 0 | X | 4 | 11 | 0 | 3 |
| 승리 투수: 루친스키 패전 투수: 알칸타라 세이브: 원종현 홀드: 라이트, 김진성, 송명기 |   |   |   |   |   |   |   |   |   |   |    |   |   |

- 애국가 : 가수 인순이
- 시구 : 김진용 인천의료원 감염내과 과장
- 6차전 MVP : NC 루친스키 - 5이닝 6피안타 2사사구 무실점 2K (투구수 85개)
  - 두산, 단일 포스트시즌 최다 연속 이닝 무득점 신기록 (25이닝)
  - 두산, 한국시리즈 한 이닝 최다 몸에 맞는 공 타이 (역대 15번째)

6차전에서 NC는 루친스키, 두산은 알칸타라가 각각 선발등판했다. 1차전 선발 투수들이 다시 맞붙은 경기는 경기 초반에 두산이 기회를 먼저잡았다. 그러나 두산은 2회초 1사 만루, 4회초 무사 2,3루 찬스를 놓치는 등 득점권 상황에서 무기력한 타격이 계속 이어졌다. 반면 NC는 5회말 2사 후 권희동, 박민우, 이명기의 연속 3안타로 선취점을 뽑은데 이어 6회말 1사 2루에서 박석민의 적시타로 알칸타라를 끌어내렸고 이후 2사 만루에서 박민우가 두산의 세 번쩨 투수 이승진을 상대로 2타점 적시타를 터트리며 달아났다. 두산은 7회초 1사 2,3루에서 김재환의 땅볼 타점과 김재호의 적시타로 25이닝 연속 무득점을 끝내고 2점차까지 추격했지만 더 이상 추격히지 못했다. 4차전 선발이었던 송명기가 8회초를 막은 NC는 9회초 마무리 원종현이 2사에서 마지막 타자 최주환을 삼진 처리하며 마침내 NC 다이노스가 창단 9년만이자, 1군 진입 8시즌만에 첫 통합 우승을 달성해냈다.
- 한국시리즈 MVP : NC 양의지 - 22타수 7안타 (타율 .318), 1홈런, 3타점 (기자단 투표 총 80표 중 36표 득표)

## 중계 일정
2020년 한국시리즈는 다음과 같은 방송사로부터 중계방송됐다.

### TV 중계
1차전
- MBC (캐스터 : 김나진 / 해설 : 김선우, 허구연)

2차전
- MBC (캐스터 : 김나진 / 해설 : 김선우, 허구연)

3차전
- KBS2 (캐스터 : 김현태 / 해설 : 장성호, 봉중근)

4차전
- SBS (캐스터 : 정우영 / 해설 : 이순철, 이승엽)

5차전
- MBC (캐스터 : 김나진 / 해설 : 김선우, 허구연)

6차전
- KBS2 (캐스터 : 이광용 / 해설 : 장성호, 봉중근)

### 국제 방송
국내 야구 시즌이 시작되기 전 KBO 시즌의 ESPN 취재, 코로나19 범유행에 따른 세계 각국의 외국인 입국 제한 조치로 인해 2020 SOL 한국 시리즈가 미국 ESPN 패밀리를 통해 중계되었다.
모든 게임들:
- 캐스터: 칼 라베치 ((영어)) 해석: 에두아르도 페레즈 (영어), 대니얼 김
- 1-3 차전, 5-6 차전: ESPN2
- 4 게임 : ESPNEWS

두 해설자는 코네티컷주 에이본의 라베치와 플로리다 마이애미의 페레즈 등 각자의 집에서 생중계를 했기 때문에 모든 해설은 원격이었다.

### 라디오 중계
1차전
- SBS 러브FM (캐스터 : 정석문 / 해설 : 안경현)
- MBC 경남 표준FM (캐스터 : 백근곤 / 해설 : 염종석)

2차전
- SBS 러브FM (캐스터 : 염용석 / 해설 : 이종열)
- MBC 경남 표준FM (캐스터 : 백근곤 / 해설 : 염종석)

3차전
- SBS 러브FM (캐스터 : 정석문 / 해설 : 안경현)
- MBC 경남 표준FM (캐스터 : 백근곤 / 해설 : 염종석)

4차전
- SBS 러브FM (캐스터 : 김윤상 / 해설 : 이종열)
- MBC 경남 표준FM (캐스터 : 윤동현 / 해설 : 염종석)

5차전
- SBS 러브FM (캐스터 : 염용석 / 해설 : 이동현)
- MBC 경남 표준FM (캐스터 : 윤동현 / 해설 : 염종석)

6차전
- SBS 러브FM (캐스터 : 정석문 / 해설 : 이종열)
- MBC 경남 표준FM (캐스터 : 윤동현 / 해설 : 염종석)

## 같이 보기
- 2020년 일본 시리즈
- 2020년 월드 시리즈